# آآ کالسئاتا
آآ کالسئاتا یک گونه از ارکیده در سرده آآ است.